# Michael Underwood (médecin)
Pour l’article homonyme, voir Michael Underwood (auteur).
Michael Underwood (1736-1820) est un médecin et chirurgien anglais , né à West Molesey, dans le Surrey. Il est reconnu dans l’histoire de la médecine et de la pédiatrie pour avoir donné la première description de plusieurs maladies infantiles, comme la paralysie infantile. 
En 1783, il publie son premier ouvrage, qui porte sur les ulcères de jambe et dans lequel les méthodes de traitement antérieures sont examinées et comparées avec franchise, avec une méthode plus rationnelle et plus sûre, prouvant qu’une guérison pouvait être effectuée plus sûrement que par le régime strict d'usage courant. Il inclut une explication sur le processus d'ulcération et l'origine du pus, auxquels s'ajoutent des allusions à une méthode efficace de traitement de certaines tumeurs scrofuleuses et de l'abcès mammaire et des mamelons douloureux des femmes couchées. Ce travail est examiné dans The English Review. En 1789, il devient la première personne à donner une description clinique de la poliomyélite, qu'il qualifie de "débilité des membres inférieurs". Il est élu membre du Royal College of Physicians de Londres.
En 1796, Underwood est choisi comme accoucheur lors de la naissance de la princesse Charlotte de Galles. En 1801, il tombe malade et se retire de sa profession. Ce temps était financièrement difficile pour lui.

En 1824, un recueil de pensées de son journal est publié à titre posthume au profit de sa fille veuve. Le nom complet de ce livre était Extracts from the Diary of the late Michael Underwood, M.D. consisting of Mediation, Critical and Practical Remarks on various Passages of Scripture, Miscellaneous Essays, and Occasional Hymns. Une critique de The Literary Chronicle disait que : 
 [Cela] couvre une période de plus de soixante ans, durant laquelle Dr. Underwood avait pour pratique constante de consigner par écrit les événements de chaque jour pour sa plus grande satisfaction personnelle; ses circonstances domestiques, ses visites professionnelles, ses impressions religieuses et ses devoirs chrétiens étaient tous consignés dans un livre du jour sans aucun égard pour l'ordre ou l'arrangement.  
. Il est enterré dans le tabernacle de Whitefield, Tottenham Court Road, à Londres.

## Travaux
- Traité sur les ulcères des jambes, les plaies scrophuleuses et les abcès mammaires (1783) 
  - Voir Tracts chirurgicaux contenant un traité sur les ulcères des jambes (1788)
- Un traité sur les maladies des enfants: avec des directives pour la gestion des nourrissons ; (1835), 9e édition avec notes de Marshal Hall - (Initialement publié en 1789)
- Extraits du journal de feu Michael Underwood, MD (1824)